# Impresa
Impresa (Impresa – Sociedade Gestora de Participações Sociais, SA) ist ein portugiesischer Medienkonzern mit Sitz in Paço de Arcos, Oeiras.
Das Unternehmen ist Eigentümer des portugiesischen Fernsehsenders SIC, der portugiesischen Wochenzeitung Expresso so wie weiterer führender Medien, wie Magazine. Ein drittes Online-Geschäftsfeld wurde unter dem Namen Impresa Digital gestartet.
Das Unternehmen ist an der Euronext Lissabon Stock Exchange gelistet.

## Fernsehen
- SIC
- SIC Notícias (Nachrichtensender)
- SIC Radical (an jüngeres Publikum gerichtet)
- SIC Mulher (an Frauen gerichtet)
- SIC K (Kinderkanal)
- SIC Caras (Boulevardsender)
- SIC International (an Auslandsportugiesen gerichtet)
- SIC Internacional Àfrica (an die afrikanischen Staaten mit Amtssprache Portugiesisch gerichtet)

Dazu betreibt Impresa unter dem Dach der SIC noch eine Streaming-Plattform:
- OPTO

## Magazine
- Activa
- Arquitectura & Construção
- AutoSport
- Blitz
- Caras
- Caras Decoração
- Casa Cláudia
- Cosmopolitan (portugiesischsprachige Ausgabe)
- Courrier Internacional (portugiesischsprachige Ausgabe der Courrier International)
- Exame
- Exame Informática
- Expresso
- FHM (portugiesischsprachige Ausgabe)
- Jornal de Letras
- Telenovelas
- Stuff
- TvMais
- SurfPortugal
- Visão
- Visão História
- Visão Júnior
- Visão Link
- Visão Vida e Viagens
- Visão Estilo & Design
- Casa Cláudia Ideias
- Certa
- Revista Unibanco
- Mística
- Sirius
- Ordem dos Advogados

## Digital (Impresa Digital)
- Chilltime
- Escape
- Info Portugal
- Aeiou
- Olhares
- Mygames